# Spiraea veitchii
Spiraea veitchii là loài thực vật có hoa trong họ Hoa hồng. Loài này được Hemsl. miêu tả khoa học đầu tiên năm 1903.